# يعقوب حار
من ملوك الهكسوس يعقوب حر أو يعقوب إل
وجد جعل يعود لفترة الهكسوس باسمه يعقوب هار Yaqub-Har
الجعل مع خرطوش يعقوب-هار في المتحف البريطاني (EA 40741)
لاتزال الفترة الهكسوسية غامضة وطمست كثير من اثارها بعد هزيمتهم من احمس
وهناك تشويه متعمد لهم من اعدائهم
ملوك الهكسوس
ساليتيس – ح.1790 ق.م.
يكبم يـَكـْبـَم
صقير حار
يعقوب حار
خيان – ح.1600 ق.م.
أبوفيس الأول أپـِپي الأول ح.1555 ق.م.
أبوفيس الثاني
خامودي
صفحة يعقوب حار بالإنجليزية
https://en.m.wikipedia.org/wiki/Yaqub-Har